# Касл-Веллі (Юта)
Касл-Веллі (англ. Castle Valley) — місто (англ. town) в США, в окрузі Гранд штату Юта. Населення — 347 осіб (2020).

## Географія
Касл-Веллі розташований за координатами 38°38′2″ пн. ш. 109°23′51″ зх. д. / 38.63389° пн. ш. 109.39750° зх. д. (38.633781, -109.397617). За даними Бюро перепису населення США в 2010 році місто мало площу 20,82 км², уся площа — суходіл. В 2017 році площа становила 24,04 км², уся площа — суходіл.

## Демографія
Згідно з переписом 2010 року, у місті мешкало 319 осіб у 170 домогосподарствах у складі 89 родин. Густота населення становила 15 осіб/км². Було 291 помешкання (14/км²).
Расовий склад населення:
| - 97,2 % — білих - 0,6 % — азіатів - 0,3 % — корінних американців |

До двох чи більше рас належало 1,3 %. Частка іспаномовних становила 1,9 % від усіх жителів.
За віковим діапазоном населення розподілялося таким чином: 8,2 % — особи молодші 18 років, 72,4 % — особи у віці 18—64 років, 19,4 % — особи у віці 65 років та старші. Медіана віку мешканця становила 56,3 року. На 100 осіб жіночої статі у місті припадало 108,5 чоловіків; на 100 жінок у віці від 18 років та старших — 106,3 чоловіків також старших 18 років.
Середній дохід на одне домашнє господарство становив 47 137 доларів США (медіана — 29 038), а середній дохід на одну сім'ю — 80 593 долари (медіана — 60 500). За межею бідності перебувало 28,4 % осіб, у тому числі 0,0 % дітей у віці до 18 років та 21,2 % осіб у віці 65 років та старших.
Цивільне працевлаштоване населення становило 123 особи. Основні галузі зайнятості: мистецтво, розваги та відпочинок — 21,1 %, науковці, спеціалісти, менеджери — 20,3 %, освіта, охорона здоров'я та соціальна допомога — 13,8 %, будівництво — 9,8 %.